# マルク・ヴァイル
マルク・ヤコフレヴィチ・ヴァイル（ラテン文字：Mark Yakovlevich Weil、ウズベク語: Mark Vayl / Марк Вайл、ロシア語: Марк Яковлевич Вайль、1952年1月25日 - 2007年9月7日）はウズベキスタン・タシュケント出身の演出家であり、タシュケントにあるイルホム劇場の創設者である。
彼の両親はウクライナ系ユダヤ人であり、1930年代にウズベキスタンへと移住してきた。彼の父は兵士であり、母はキエフの演劇研究所を卒業していた。
彼の最後の演出作品はギリシア悲劇のオレステイアであった。彼はこの演劇の公演が始まる前日に殺害されたが、役者たちは興行のため舞台に立つことになった。彼は自宅のあった区画の入口のロビーで刺殺されていた。報道によると彼は2人組の男に襲われ、頭部をビンで殴られた後、腹部を刺された。犯人は殺害後逃走した。
彼の死は2008年4月にBBCラジオ4の番組Crossing Continentsでドキュメンタリーとして取り上げられることとなった。

## 参考資料
“Obituary: Mark Weil”. London: The Times. (2007年9月22日) 2013年3月6日閲覧。